# روبرت إيلر
روبرت إيلر (بالإنجليزية: Robert Iler)‏ مواليد 2 مارس 1985 في نيويورك، نيويورك، الولايات المتحدة، هو ممثل أمريكي بدأ مسيرته الفنية سنة 1997. فاز بجائزة نقابة ممثلي الشاشة لأفضل طاقم لمسلسل درامي.

## الأعمال
- آل سوبرانو
- ديردفيل
- القانون والنظام: الوحدة الخاصة للضحايا

## روابط خارجية
- روبرت إيلر على موقع IMDb (الإنجليزية)
- روبرت إيلر على موقع روتن توميتوز (الإنجليزية)
- روبرت إيلر على موقع ألو سيني (الفرنسية)
- روبرت إيلر على موقع أول موفي (الإنجليزية)
- روبرت إيلر على موقع قاعدة بيانات الأفلام السويدية (السويدية)
- روبرت إيلر على موقع إن إن دي بي (الإنجليزية)
- روبرت إيلر على موقع قاعدة بيانات الفيلم (الإنجليزية)
- روبرت إيلر على موقع كينوبويسك (الروسية)